# فرنسيس كلايد دوفي
فرنسيس كلايد دوفي (بالإنجليزية: Francis Clyde Duffy)‏ هو محامي وسياسي أمريكي، ولد في 20 مارس 1890، وتوفي في 19 ديسمبر 1977. حزبياً، نشط في الحزب الجمهوري. وقد انتخب عضو مجلس ولاية داكوتا الشمالية وانتخب نائب حاكم شمال داكوتا ‏.